# Fotbalová liga Československa

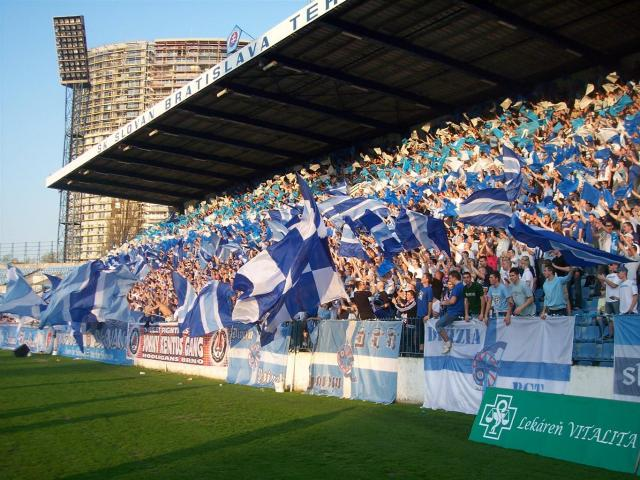
Fanoušci klubu ŠK Slovan Bratislava

Československá fotbalová liga (česky Československá fotbalová liga, slovensky Československá futbalová liga) byla v letech 1925–1993 nejvyšší fotbalová soutěž pořádaná na území Československa. Během této doby se několikrát změnil název i formát soutěže.
Předchůdcem této soutěže byla v letech 1896–1924 nepravidelně pořádaná soutěž Mistrovství Čech a Moravy. Pražští rivalové AC Sparta Praha a SK Slavia Praha mezi své ligové tituly počítají i vítězství ze čtyř ročníků této soutěže (1912, 1913, 1919 a 1922; 3x vyhrála Sparta, 1x Slavia) a navzájem si tyto získané tituly respektují, ovšem historikové[kdo?] a ostatní kluby s tímto mají problém, jelikož se nejednalo o plnohodnotnou ligovou soutěž.[zdroj?] Proto se lze v historických pramenech dočíst i to, že Sparta má titulů 36 (33) a Slavia 18 (17).
I po vzniku oficiální soutěže v roce 1925 ji hrály pouze kluby z Prahy a Středočeského kraje. V sezoně 1929/30 se do soutěže přidaly týmy z ostatních krajů Čech, v sezoně 1933/34 první tým z Moravy a v další sezoně 1934/35 byla již soutěž plnohodnotně československá.
Během sezony 1938/39 došlo k invazi německých nacistických vojsk na území Československa a již probíhající soutěž nebyla dohrána. Po odtržení Slovenska a vytvoření Protektorátu Čechy a Morava se v obou částech hrály samostatné soutěže celkem 6 sezon. V českomoravské části soutěže vyhrála 4x SK Slavia Praha a 2x AC Sparta Praha. Ve slovenské části soutěže dominoval ŠK Slovan Bratislava, který během 5 ročníků 3x zvítězil a 2x skončil druhý.
Od sezony 1945/46 se již liga konala stabilně. Došlo pouze ke dvěma úpravám formátu – v roce 1948 na systém jaro–podzim a v roce 1957 zpět na systém podzim–jaro, který je používán ve velké většině evropských zemí. Výjimku tvoří pouze ligy v zemích s horšími klimatickými podmínkami jako jsou Norsko, Švédsko apod.

## Historie názvu
- 1896–1903 Mistrovství Čech
- 1909–1922 Mistrovství ČSF a 1918–1924 Mistrovství Středočeské župy – 1. třída

- 1925 Asociační liga
- 1925–1929 Středočeská 1. liga
- 1929–1934 Asociační liga
- 1934–1939 Státní liga
- 1939–1944 Českomoravská liga (Slovenská liga zvlášť)
- 1944–1945 nekonala se
- 1945–1946 Státní liga ve dvou skupinách A a B
- 1946–1948 Státní liga
- 1949–1952 Celostátní mistrovství I.
- 1953–1955 Přebor republiky
- od 1956 1. liga (sezóna: červenec–listopad a únor–červen)

V roce 1993 soutěž zanikla a to rozdělením na českou a slovenskou ligu.
- v Česku je to dnes 1. česká fotbalová liga (Chance Liga)
- na Slovensku se hraje 1. slovenská fotbalová liga (Niké liga)

## Tabulka vítězů ligy
- do tabulky jsou započítány trofeje ze všech oficiálně uznávaných soutěžních ročníků, tedy od roku 1925; údaj v závorce u Sparty a Slavie pak značí počet všech titulů při započtení čtyř ročníků před rokem 1925 respektovaných jako celonárodní šampionát (ročníky 1912, 1913, 1919, 1922)
- do tabulky jsou započítány i ročníky (1938/39 – 1943/44), kdy byla liga násilně rozdělena na českomoravskou a slovenskou

| Klub                 | Vítěz | Mistr ligy v sezoně |
| -------------------- | ----- | --- |
| AC Sparta Praha      | 24    | 1912, 1919, 1922, 1926, 1927, 1932, 1936, 1938, 1939, 1944, 1946, 1948, 1952, 1954, 1965, 1967, 1984, 1985, 1987, 1988, 1989, 1990, 1991, 1993 |
| SK Slavia Praha      | 14    | 1913, 1925, 1929, 1930, 1931, 1933, 1934, 1935, 1937, 1940, 1941, 1942, 1943, 1947                                                             |
| Dukla Praha          | 11    | 1953, 1956, 1958, 1961, 1962, 1963, 1964, 1966, 1977, 1979, 1982                                                                               |
| ŠK Slovan Bratislava | 8     | 1949, 1950, 1951, 1955, 1970, 1974, 1975, 1992                                                                                                 |
| Spartak Trnava       | 5     | 1968, 1969, 1971, 1972, 1973 |
| FC Baník Ostrava     | 3     | 1976, 1980, 1981 |
| Viktoria Žižkov      | 1     | 1928 |
| ČH Bratislava        | 1     | 1959 |
| FC Hradec Králové    | 1     | 1960 |
| FC Zbrojovka Brno    | 1     | 1978 |
| Bohemians Praha      | 1     | 1983 |
| FC Vítkovice         | 1     | 1986 |

## Historie vítězů
Za oficiální ročníky celostátní soutěže se považují všechny ročníky od roku 1925. Ročníky 1912, 1913, 1919 a 1922, kdy nejvyšší soutěž také probíhala na celostátní úrovni, jsou označovány jako tzv. nulté ročníky. Vítězství v těchto nultých ročnících (Sparta 3×, Slavia 1×) se ale do oficiálních statistik většinou nezapočítávají.

### Mistrovství Čech a Moravy (1896–1902)[vys 1]
| Ročník        | Vítěz             | 2. místo          |
| ------------- | ----------------- | ----------------- |
| 1896 (jaro)   | ČFK Kickers Praha | SK Slavia Praha   |
| 1896 (podzim) | DFC Praha         | AC Sparta Praha   |
| 1897 (jaro)   | SK Slavia Praha   | SK Slavia Praha B |
| 1897 (podzim) | SK Slavia Praha   | AC Sparta Praha   |
| 1898          | SK Slavia Praha   | AC Praha          |
| 1899          | SK Slavia Praha   | SK Slavia Praha B |
| 1900          | SK Slavia Praha   | SK Slavia Praha B |
| 1901          | SK Slavia Praha   | ČAFC Vinohrady    |
| 1902          | ČAFC Vinohrady    | AFK Karlín        |

### Mistrovství ČSF / Mistrovství Čech (1909–1917)
| Ročník | Vítěz           | 2. místo                |
| ------ | --------------- | ----------------------- |
| 1909   | AC Sparta Praha | SK Smíchov              |
| 1912   | AC Sparta Praha | AFK Kolín               |
| 1913   | SK Slavia Praha | SK Moravská Slavia Brno |
| 1915   | SK Slavia Praha | SK Smíchov              |
| 1917   | DFC Praha       | Viktoria Žižkov         |

### Mistrovství ČSF / Středočeská župa (1918–1924)
| Ročník | Vítěz           | 2. místo          |
| ------ | --------------- | ----------------- |
| 1918   | SK Slavia Praha | AC Sparta Praha   |
| 1919   | AC Sparta Praha | SK Kladno         |
| 1920   | AC Sparta Praha | AFK Vršovice      |
| 1921   | AC Sparta Praha | AFK Union Žižkov  |
| 1922   | AC Sparta Praha | SK Hradec Králové |
| 1923   | AC Sparta Praha | SK Slavia Praha   |
| 1924   | SK Slavia Praha | Viktoria Žižkov   |

### Československá liga (1925–1993)
| Československá fotbalová liga (1925–1938)                                        |                                          |                        |                        |
| Ročník                                                                           | Soutěž                                   | Mistr                  | 2. místo               |
| -------------------------------------------------------------------------------- | ---------------------------------------- | ---------------------- | ---------------------- |
| 1925                                                                             | Asociační liga 1925                      | SK Slavia Praha        | AC Sparta Praha        |
| 1926                                                                             | Středočeská 1. liga 1925/26              | AC Sparta Praha        | SK Slavia Praha        |
| 1927                                                                             | Kvalif. soutěž Středoč. 1. ligy          | AC Sparta Praha        | SK Slavia Praha        |
| 1928                                                                             | Středočeská 1. liga 1927/28              | Viktoria Žižkov        | SK Slavia Praha        |
| 1929                                                                             | Středočeská 1. liga 1928/29              | SK Slavia Praha        | Viktoria Žižkov        |
| 1930                                                                             | 1. asociační liga 1929/30                | SK Slavia Praha        | AC Sparta Praha        |
| 1931                                                                             | 1. asociační liga 1930/31                | SK Slavia Praha        | AC Sparta Praha        |
| 1932                                                                             | 1. asociační liga 1931/32                | AC Sparta Praha        | SK Slavia Praha        |
| 1933                                                                             | 1. asociační liga 1932/33                | SK Slavia Praha        | AC Sparta Praha        |
| 1934                                                                             | 1. asociační liga 1933/34                | SK Slavia Praha        | AC Sparta Praha        |
| 1935                                                                             | Státní liga 1934/35                      | SK Slavia Praha        | AC Sparta Praha        |
| 1936                                                                             | Státní liga 1935/36                      | AC Sparta Praha        | SK Slavia Praha        |
| 1937                                                                             | Státní liga 1936/37                      | SK Slavia Praha        | AC Sparta Praha        |
| 1938                                                                             | Státní liga 1937/38                      | AC Sparta Praha        | SK Slavia Praha        |
| Národní liga Čechy a Morava (1938–1944)                                          |                                          |                        |                        |
| 1939                                                                             | Státní liga 1938/39                      | AC Sparta Praha        | SK Slavia Praha        |
| 1940                                                                             | Národní liga 1939/40                     | SK Slavia Praha        | AC Sparta Praha        |
| 1941                                                                             | Národní liga 1940/41                     | SK Slavia Praha        | SK Plzeň               |
| 1942                                                                             | Národní liga 1941/42                     | SK Slavia Praha        | SK Prostějov           |
| 1943                                                                             | Národní liga 1942/43                     | SK Slavia Praha        | AC Sparta Praha        |
| 1944                                                                             | Národní liga 1943/44                     | AC Sparta Praha        | SK Slavia Praha        |
| v roce 1945 nebyla soutěž pro vyostřenou válečnou situaci ani rozehrána          |                                          |                        |                        |
| Československá fotbalová liga (1945–1993)                                        |                                          |                        |                        |
| 1946                                                                             | Státní liga 1945/46                      | AC Sparta Praha        | SK Slavia Praha        |
| 1947                                                                             | Státní liga 1946/47                      | SK Slavia Praha        | AC Sparta Praha        |
| 1948                                                                             | Státní liga 1947/48                      | AC Sparta Praha        | SK Slavia Praha        |
| změna hracího systému na jaro – podzim (únorová revoluce 1948)                   |                                          |                        |                        |
| 1949                                                                             | Celostátní mistrovství 1949              | Sokol NV Bratislava    | Sokol Bratrství Sparta |
| 1950                                                                             | Celostátní mistrovství 1950              | Sokol NV Bratislava    | Sokol Bratrství Sparta |
| 1951                                                                             | Mistrovství republiky 1951               | Sokol NV Bratislava    | Sparta ČKD Praha       |
| 1952                                                                             | Mistrovství republiky 1952               | Sparta ČKD Praha       | Sokol NV Bratislava    |
| 1953                                                                             | Přebor republiky 1953                    | Ú.D.A. Praha (Dukla)   | Sparta ČKD Praha       |
| 1954                                                                             | Přebor republiky 1954                    | Spartak Sokolovo Praha | FC Baník Ostrava       |
| 1955                                                                             | Přebor republiky 1955                    | Slovan NV Bratislava   | Ú.D.A. Praha (Dukla)   |
| 1956                                                                             | 1. československá fotbalová liga 1956    | Dukla Praha            | Slovan NV Bratislava   |
| v roce 1957 byl změněn hrací systém na podzim – jaro (pohár se tudíž neuděloval) |                                          |                        |                        |
| 1958                                                                             | 1. československá fotbalová liga 1957/58 | Dukla Praha            | Spartak Sokolovo Praha |
| 1959                                                                             | 1. československá fotbalová liga 1958/59 | ČH Bratislava          | Dukla Praha            |
| 1960                                                                             | 1. československá fotbalová liga 1959/60 | Spartak Hradec Králové | ŠK Slovan Bratislava   |
| 1961                                                                             | 1. československá fotbalová liga 1960/61 | Dukla Praha            | ČH Bratislava          |
| 1962                                                                             | 1. československá fotbalová liga 1961/62 | Dukla Praha            | Slovan Nitra           |
| 1963                                                                             | 1. československá fotbalová liga 1962/63 | Dukla Praha            | Jednota Trenčín        |
| 1964                                                                             | 1. československá fotbalová liga 1963/64 | Dukla Praha            | ŠK Slovan Bratislava   |
| 1965                                                                             | 1. československá fotbalová liga 1964/65 | Sparta ČKD Praha       | 1. FC Tatran Prešov    |
| 1966                                                                             | 1. československá fotbalová liga 1965/66 | Dukla Praha            | Sparta ČKD Praha       |
| 1967                                                                             | 1. československá fotbalová liga 1966/67 | Sparta ČKD Praha       | ŠK Slovan Bratislava   |
| 1968                                                                             | 1. československá fotbalová liga 1967/68 | Spartak Trnava         | ŠK Slovan Bratislava   |
| 1969                                                                             | 1. československá fotbalová liga 1968/69 | Spartak Trnava         | ŠK Slovan Bratislava   |
| 1970                                                                             | 1. československá fotbalová liga 1969/70 | ŠK Slovan Bratislava   | Spartak Trnava         |
| 1971                                                                             | 1. československá fotbalová liga 1970/71 | Spartak Trnava         | VSS Košice             |
| 1972                                                                             | 1. československá fotbalová liga 1971/72 | Spartak Trnava         | ŠK Slovan Bratislava   |
| 1973                                                                             | 1. československá fotbalová liga 1972/73 | Spartak Trnava         | 1. FC Tatran Prešov    |
| 1974                                                                             | 1. československá fotbalová liga 1973/74 | ŠK Slovan Bratislava   | Dukla Praha            |
| 1975                                                                             | 1. československá fotbalová liga 1974/75 | ŠK Slovan Bratislava   | Inter Bratislava       |
| 1976                                                                             | 1. československá fotbalová liga 1975/76 | FC Baník Ostrava       | ŠK Slovan Bratislava   |
| 1977                                                                             | 1. československá fotbalová liga 1976/77 | Dukla Praha            | Inter Bratislava       |
| 1978                                                                             | 1. československá fotbalová liga 1977/78 | FC Zbrojovka Brno      | Dukla Praha            |
| 1979                                                                             | 1. československá fotbalová liga 1978/79 | Dukla Praha            | FC Baník Ostrava       |
| 1980                                                                             | 1. československá fotbalová liga 1979/80 | FC Baník Ostrava       | FC Zbrojovka Brno      |
| 1981                                                                             | 1. československá fotbalová liga 1980/81 | FC Baník Ostrava       | Dukla Praha            |
| 1982                                                                             | 1. československá fotbalová liga 1981/82 | Dukla Praha            | FC Baník Ostrava       |
| 1983                                                                             | 1. československá fotbalová liga 1982/83 | Bohemians Praha        | FC Baník Ostrava       |
| 1984                                                                             | 1. československá fotbalová liga 1983/84 | Sparta ČKD Praha       | Dukla Praha            |
| 1985                                                                             | 1. československá fotbalová liga 1984/85 | Sparta ČKD Praha       | Bohemians Praha        |
| 1986                                                                             | 1. československá fotbalová liga 1985/86 | FC Vítkovice           | Sparta ČKD Praha       |
| 1987                                                                             | 1. československá fotbalová liga 1986/87 | Sparta ČKD Praha       | FC Vítkovice           |
| 1988                                                                             | 1. československá fotbalová liga 1987/88 | Sparta ČKD Praha       | Dukla Praha            |
| 1989                                                                             | 1. československá fotbalová liga 1988/89 | Sparta ČKD Praha       | FC Baník Ostrava       |
| 1990                                                                             | 1. československá fotbalová liga 1989/90 | Sparta ČKD Praha       | FC Baník Ostrava       |
| 1991                                                                             | 1. československá fotbalová liga 1990/91 | Sparta ČKD Praha       | ŠK Slovan Bratislava   |
| 1992                                                                             | 1. československá fotbalová liga 1991/92 | ŠK Slovan Bratislava   | AC Sparta Praha        |
| 1993                                                                             | 1. československá fotbalová liga 1992/93 | AC Sparta Praha        | SK Slavia Praha        |
| pokračuje 1. česká fotbalová liga a 1. slovenská fotbalová liga                  |                                          |                        |                        |

#### Vysvětlivky
1. 1 2 3 4 5 6 7 8 9 10 11 12 13 14 15 16 17 18  Soutěže se účastnily pouze kluby z Prahy a Čech
2. 1 2 3 4 5  Soutěže se účastnily pouze kluby z Čech a Moravy

#### Zajímavosti
- 1. moravský klub: SK Židenice – 1933/34
- 1. slovenský klub: 1. Čs. ŠK Bratislava – 1935/36
- 1. rusínský klub: SK Rusj Užhorod – 1936/37
- 1. slezský klub: SK Slezská Ostrava – 1937/38

## Nejlepší střelci
| Rok                               | Hráč                              | Klub                                   | Branky |
| --------------------------------- | --------------------------------- | -------------------------------------- | ------ |
| 1925                              | Jan Vaník                         | Slavia Praha                           | 13     |
| 1926                              | Jan Dvořáček                      | Sparta Praha                           | 32     |
| 1927                              | Josef Šíma a Antonín Puč          | Sparta Praha a Slavia Praha            | 13     |
| 1928                              | Karel Meduna                      | Viktoria Žižkov                        | 12     |
| 1929                              | Antonín Puč                       | Slavia Praha                           | 13     |
| 1930                              | František Kloz                    | SK Kladno                              | 15     |
| 1931                              | Josef Silný                       | Sparta Praha                           | 18     |
| 1932                              | Raymond Braine                    | Sparta Praha                           | 16     |
| 1933                              | Gejza Kocsis                      | Teplitzer FK / Bohemians Praha         | 23     |
| 1934                              | Jiří Sobotka a Raymond Braine     | Slavia Praha a Sparta Praha            | 18     |
| 1935                              | František Svoboda                 | Slavia Praha                           | 27     |
| 1936                              | Vojtěch Bradáč                    | Slavia Praha                           | 42     |
| 1937                              | František Kloz                    | SK Kladno                              | 28     |
| 1938                              | Josef Bican                       | Slavia Praha                           | 22     |
| 1939                              | Josef Bican                       | Slavia Praha                           | 29     |
| 1940                              | Josef Bican                       | Slavia Praha                           | 50     |
| 1941                              | Josef Bican                       | Slavia Praha                           | 36     |
| 1942                              | Josef Bican                       | Slavia Praha                           | 42     |
| 1943                              | Josef Bican                       | Slavia Praha                           | 38     |
| 1944                              | Josef Bican                       | Slavia Praha                           | 57     |
| 1946                              | Josef Bican                       | Slavia Praha                           | 31     |
| 1947                              | Josef Bican                       | Slavia Praha                           | 43     |
| 1948                              | Josef Bican a Jaroslav Cejp       | Slavia Praha a Sparta Praha            | 21     |
| 1949                              | Ladislav Hlaváček                 | Slavia Praha                           | 28     |
| 1950                              | Josef Bican                       | VŽKG Vítkovice                         | 22     |
| 1951                              | Alois Jaroš a Josef Majer         | Vodotechna Teplice a Svit Gottwaldov   | 16     |
| 1952                              | Miroslav Wiecek                   | Baník Ostrava                          | 20     |
| 1953                              | Josef Majer                       | Baník Kladno                           | 13     |
| 1954                              | Jiří Pešek                        | Sparta Praha                           | 15     |
| 1955                              | Emil Pažický                      | Slovan Bratislava                      | 19     |
| 1956                              | Milan Dvořák a Miroslav Wiecek    | Dukla Praha a Baník Ostrava            | 15     |
| 1958                              | Miroslav Wiecek                   | Baník Ostrava                          | 25     |
| 1959                              | Miroslav Wiecek                   | Baník Ostrava                          | 20     |
| 1960                              | Michal Pucher                     | Slovan Nitra                           | 18     |
| 1961                              | Rudolf Kučera a Ladislav Pavlovič | Dukla Praha a Tatran Prešov            | 17     |
| 1962                              | Adolf Scherer                     | ČH Bratislava                          | 24     |
| 1963                              | Karol Petroš                      | Tatran Prešov                          | 19     |
| 1964                              | Ladislav Pavlovič                 | Tatran Prešov                          | 21     |
| 1965                              | Pavol Bencz                       | Jednota Trenčín                        | 21     |
| 1966                              | Ladislav Michalík                 | Baník Ostrava                          | 15     |
| 1967                              | Jozef Adamec                      | Spartak Trnava                         | 21     |
| 1968                              | Jozef Adamec                      | Spartak Trnava                         | 18     |
| 1969                              | Ladislav Petráš                   | Dukla Banská Bystrica                  | 20     |
| 1970                              | Jozef Adamec                      | Spartak Trnava                         | 16     |
| 1971                              | Jozef Adamec a Zdeněk Nehoda      | Spartak Trnava a TJ Gottwaldov         | 16     |
| 1972                              | Ján Čapkovič                      | Slovan Bratislava                      | 19     |
| 1973                              | Ladislav Józsa                    | Lokomotiva Košice                      | 21     |
| 1974                              | Ladislav Józsa a Přemysl Bičovský | Lokomotiva Košice a Sklo–Union Teplice | 17     |
| 1975                              | Ladislav Petráš                   | Inter Bratislava                       | 20     |
| 1976                              | Dušan Galis                       | VSS Košice                             | 21     |
| 1977                              | Ladislav Józsa                    | Lokomotiva Košice                      | 18     |
| 1978                              | Karel Kroupa                      | Zbrojovka Brno                         | 20     |
| 1979                              | Karel Kroupa a Zdeněk Nehoda      | Zbrojovka Brno a Dukla Praha           | 17     |
| 1980                              | Verner Lička                      | Baník Ostrava                          | 18     |
| 1981                              | Marián Masný                      | Slovan Bratislava                      | 16     |
| 1982                              | Peter Herda a Ladislav Vízek      | Slavia Praha a Dukla Praha             | 15     |
| 1983                              | Pavel Chaloupka                   | Bohemians Praha                        | 17     |
| 1984                              | Verner Lička                      | Baník Ostrava                          | 20     |
| 1985                              | Ivo Knoflíček                     | Slavia Praha                           | 21     |
| 1986                              | Stanislav Griga                   | Sparta Praha                           | 19     |
| 1987                              | Václav Daněk                      | Baník Ostrava                          | 24     |
| 1988                              | Milan Luhový                      | Dukla Praha                            | 24     |
| 1989                              | Milan Luhový                      | Dukla Praha                            | 25     |
| 1990                              | Ľubomír Luhový                    | Inter ZŤS Bratislava                   | 20     |
| 1991                              | Roman Kukleta                     | Sparta Praha                           | 17     |
| 1992                              | Peter Dubovský                    | Slovan Bratislava                      | 27     |
| 1993                              | Peter Dubovský                    | Slovan Bratislava                      | 24     |
| pokračuje 1. česká fotbalová liga |                                   |                                        |        |

## Divácké statistiky
| Ročník  | Diváků    | Týmů | Zápasů | Průměr | Tým s největším počtem diváků | Tým s největším počtem diváků | Tým s největším počtem diváků | Tým s největším počtem diváků |
| Ročník  | Diváků    | Týmů | Zápasů | Průměr | Tým                           | Diváků                        | Průměr                        | Umístění                      |
| ------- | --------- | ---- | ------ | ------ | ----------------------------- | ----------------------------- | ----------------------------- | ----------------------------- |
| 1963/64 | 1 934 800 | 14   | 182    | 10 631 | AC Sparta Praha               | 313 000                       | 24 077                        | 6.                            |
| 1964/65 |           |      |        |        |                               |                               |                               |                               |
| 1965/66 | 2 132 000 | 14   | 182    | 11 714 |                               |                               |                               |                               |
| 1966/67 |           |      |        |        |                               |                               |                               |                               |
| 1967/68 | 2 254 000 | 14   | 182    | 12 385 |                               |                               |                               |                               |
| 1968/69 | 1 677 000 | 14   | 182    | 9 214  | AC Sparta Praha               | 239 500                       | 18 423                        | 3.                            |
| 1969/70 |           |      |        |        |                               |                               |                               |                               |
| 1970/71 |           |      |        |        |                               |                               |                               |                               |
| 1971/72 |           |      |        |        |                               |                               |                               |                               |
| 1972/73 | 1 696 000 | 16   | 240    | 7 067  | AC Sparta Praha               | 168 000                       | 11 200                        | 11.                           |
| 1973/74 | 1 830 000 | 16   | 240    | 7 625  | AC Sparta Praha               | 198 750                       | 13 250                        | 8.                            |
| 1974/75 | 1 825 000 | 16   | 240    | 7 604  | FC Zbrojovka Brno             | 188 490                       | 12 566                        | 4.                            |
| 1975/76 | 1 490 880 | 16   | 240    | 6 212  | ŠK Slovan Bratislava          | 156 720                       | 10 448                        | 2.                            |
| 1976/77 | 1 590 576 | 16   | 240    | 6 627  | SK Slavia Praha               | 181 500                       | 12 100                        | 3.                            |
| 1977/78 | 1 587 952 | 16   | 240    | 6 616  | FC Zbrojovka Brno             | 289 905                       | 19 327                        | 1.                            |
| 1978/79 | 1 323 283 | 16   | 240    | 5 514  | FC Zbrojovka Brno             | 170 820                       | 11 388                        | 3.                            |
| 1979/80 | 1 503 150 | 16   | 240    | 6 263  | FC Zbrojovka Brno             | 196 785                       | 13 119                        | 2.                            |
| 1980/81 | 1 472 367 | 16   | 240    | 6 135  | AC Sparta Praha               | 220 665                       | 14 711                        | 4.                            |
| 1981/82 | 1 376 069 | 16   | 240    | 5 734  | FC Zbrojovka Brno             | 167 400                       | 11 160                        | 11.                           |
| 1982/83 | 1 292 009 | 16   | 240    | 5 383  |                               |                               |                               |                               |
| 1983/84 | 1 261 884 | 16   | 240    | 5 258  | AC Sparta Praha               | 225 996                       | 15 066                        | 1.                            |
| 1984/85 | 1 279 435 | 16   | 240    | 5 331  | AC Sparta Praha               | 205 904                       | 13 727                        | 1.                            |
| 1985/86 | 1 177 081 | 16   | 240    | 4 905  | AC Sparta Praha               | 142 269                       | 9 485                         | 2.                            |
| 1986/87 | 1 225 415 | 16   | 240    | 5 106  | AC Sparta Praha               | 177 530                       | 11 835                        | 1.                            |
| 1987/88 | 1 343 499 | 16   | 240    | 5 598  | FC Hradec Králové             | 179 424                       | 11 962                        | 14.                           |
| 1988/89 | 1 347 104 | 16   | 240    | 5 613  | AC Sparta Praha               | 162 581                       | 10 839                        | 1.                            |
| 1989/90 | 1 063 440 | 16   | 240    | 4 431  | FC Zbrojovka Brno             | 124 500                       | 8 300                         | 12.                           |
| 1990/91 | 984 720   | 16   | 240    | 4 103  | ŠK Slovan Bratislava          | 121 785                       | 8 119                         | 2.                            |
| 1991/92 | 1 219 440 | 16   | 240    | 5 081  | ŠK Slovan Bratislava          | 224 370                       | 14 958                        | 1.                            |
| 1992/93 | 1 295 040 | 16   | 240    | 5 396  | ŠK Slovan Bratislava          | 168 180                       | 11 212                        | 3.                            |